# 5 år med Jan Eggum – 14 utvalgte sanger
5 år med Jan Eggum – 14 utvalgte sanger är ett samlingsalbum med den norska vissångaren Jan Eggum. Albumet innehåller utvalda låtar från Eggums fem tidigare album, alla utgivna av skivbolaget CBS. 5 år med Jan Eggum – 14 utvalgte sanger lanserades av CBS 1980.

## Låtlista
Sida 1
1. "Kjære halvbror" – 3:27
2. "De skulle begrave en konge stor" – 3:16
3. "Din sang - min vise" – 3:25
4. "Velkommen til maskinen" – 3:39
5. "Sånn kan det gå" – 3:28
6. "Nøkken ta meg hvis jeg blir forelsket" – 2:25
7. "Det er så lett" – 3:11

Sida 2
1. "Heksedans" – 3:35
2. "Mor, jeg vil tilbake" – 3:34
3. "Karina" – 3:12
4. "En natt forbi" – 3:02
5. "Porno-vise" – 2:46
6. "Jeg lover deg" – 5:51
7. "Lillebror Per" – 3:07

Alla låtar skrivna av Jan Eggum